# Walter van den Broeck
Walter Stefaan Karel van den Broeck (Olen, 1941. március 28. – 2024. február 5.) belga író, drámaíró. Holland nyelv és történelem tanárként végzett Lierben. Karrierjét tanárként kezdte.
Robin Hannelore-vel karöltve alapította meg 1965-ben a Heibel magazint. 1974-ben visszavonult a tanítástól és a Turnhout Ekspres vezető szerkesztője lett. 1979-től a Nieuw Vlaams Tijdschrift  szerkesztőcsapatának tagja.
Ismertté a Groeten uit Balen drámájával és a Brief aan Boudewijn regényével lett, amit a Het beleg van Laken tetralógia követett.

## Bibliográfia
- De troonopvolger (1967)
- Lang weekend (1968)
- 1 cola met 6 rietjes (1969)
- 362.880 x Jef Geys (1970)
- Mietje Porselein en Lili Spring-in-'t Veld (1970)
- Groenten uit Balen (1972)
- In beslag genomen. Een politiek-erotische satire (1972)
- Mazelen (1972)
- De dag dat Lester Saigon kwam (1974)
- Een andere Vermeer (1974)
- Greenwich (1974)
- Aantekeningen van een stambewaarder (1977)
- De rekening van het kind (1977)
- Het wemelbed (1978)
- Tot nut van 't Algemeen (1979)
- Brief aan Boudewijn (1980)
- Au bouillon belge (1981)
- Het beleg van Laken (1985)
- Aangewaaid (1986)
- ¡Querido hermano! (1988)
- Gek leven na het bal! (1989)
- Het proces Xhenceval (1990)
- Het gevallen baken (1991)
- Het leven na beklag (1992)
- Amanda en de widowmaker (1994)
- Verdwaalde post (1998)
- Een lichtgevoelige jongen (2001)
- Troïka voor spoken (met Frans Depeuter en Robin Hannelore, 1970)
- Tien jaar later (Nieuw Vlaams Tijdschrift-cahier, 1982)

## Díjak
- 1972 – Beste kinderboek van de provincie Antwerpen
- 1973 – Letterkundige prijs van de provincie Antwerpen
- 1981 – Sabamprijs
- 1981 – Dirk Martens prijs
- 1982 – Henriëtte Roland Holst prijs
- 1982 – Driejaarlijkse Staatsprijs voor Toneel
- 1992 – Belgische Staatsprijs voor Vlaams verhalend proza